# Saint-Maurice-de-Lestapel
 Saint-Maurice-de-Lestapel  là một xã của tỉnh Lot-et-Garonne, thuộc vùng Nouvelle-Aquitaine, tây nam nước Pháp.